# Fred Restrepo
Pour les articles homonymes, voir Restrepo.
Fred Restrepo, né le 6 janvier 1898 à Medellín et mort le 3 février 1928 à Paris,, est un joueur colombien de tennis.

## Biographie
Joueur de tennis de première série. Fils du diplomate Federico Restrepo et de Maria Josefa Restrepo. Lors de son décès, il était sans profession et résidait dans le 16e arrondissement de Paris au 76 rue Spontini. Il décède à l'hôpital dans le 15e au 134 rue Blomet. Son épouse était Julieta Jimenez.
D'après le mensuel La Culture Physique d'août 1928, il serait mort dans l'exercice du sport.

## Carrière
- Championnat du monde sur court couvert : Huitième de finale en 1919 perd contre M. Mégroz (3-6 6-2 7-5 6-4)
- Internationaux de France : Huitième de finale en 1925 perd contre Eduardo Flaquer (3-6, 6-8, 6-3, 5-7)
- Internationaux de France : Seizième de finale en 1926 perd contre Leonce Aslangul (7-5, 6-2, 6-8, 1-6, 4-6)
- Alors encore joueur de deuxième série, il remporte à Paris Le Tournoi de Pâques en avril 1925, en l'absence des Quatre Mousquetaires et d'autres champions de l'époque[4].